# Classe Uniform
Le Projet 1910 Kashalot (code OTAN : classe Uniform) est une classe de sous-marins de recherche et d’opérations spéciales construits par l’Union soviétique à la fin des années 1970 et au début des années 1980.

## Histoire
Au début des années 1970, de nouveaux types de réacteurs nucléaires sont mis au point. Pour mieux connaître leur mise en œuvre, le Bureau d'étude SKB-143 Malakhit est chargé d'étudier la conception d'un mini-sous-marin mettant en application cette nouvelle technologie. Sans tube lance-torpilles, ce sous-marin nucléaire disposait pour la première fois en Union soviétique d'une seule coque. Mais très vite s'est imposée l'idée de l'utiliser pour la mise en œuvre de plongeurs, avec une chambre de recompression et des bras manipulateurs. Avec un réacteur d'une puissance de 10 000 cv, il dispose d'une hélice principale et de deux propulseurs latéraux. Son déplacement en fait l'un sinon le plus petit sous-marin nucléaire du monde depuis le retrait du NR-1 américain.
Si leur emploi a toujours été discret, il n'en reste pas moins que l'un d'entre eux, l’AS-15, a été filmé sur les lieux du naufrage du K-141 Koursk, quinze heures après l'accident, dans la nuit du 12 au 13 août 2000. Un second sous-marin de ce projet aurait aussi participé à cette opération. Aucune information n'a filtré sur cette intervention.
Classés « Station nucléaire de plongée profonde de 1re classe », et très rapides pour leur taille (28 à 30 nœuds en plongée), ils ont rejoint les équipes spécialisées des plongées en eaux profondes du GUGI (ГУГИ pour Direction principale de la recherche en haute mer du ministère de la Défense de la fédération de Russie (ru)) de la 29e Brigade autonome des sous-marins de la flotte du Nord, stationnée en baie d'Olenia dans la base navale de Gadjievo.

## Unités
Trois unités ont été construites (AS-13, AS-15 et AS-33) au chantier no 194 de Leningrad entre 1977 et 1994. La quille de l’AS-13 est posée en 1977 et il sera commissionné en 1986, la quille de l’AS-15 est posée en 1983 mais il n’est commissionné qu’en 1991.
Avec un déplacement de 1 580 tonnes en plongée, les sous-marins de classe Kashalot sont construits avec une seule coque en titane et sont propulsés par un réacteur nucléaire ; ils sont les premiers sous-marins soviétiques dotés d’une seule coque. Ces bâtiments ont un equipage de 36 officiers et marins.

## Évolution
Le Locharik, AS-12 ou AS-31 (version modernisée du AS-12 de Classe Uniform), projet 10831, est un sous-marin nucléaire de taille moyenne (environ 70 mètres de longueur) placé depuis 2003 au service direct du ministère de la Défense russe, et non de la flotte maritime militaire de Russie. Il s'agirait d'un sous-marin destiné aux opérations spéciales en eaux profondes à visées stratégiques, de types recherches océanographiques, collectes d'informations, mises en place ou retraits d'infrastructures sous-marines, récupérations d'objets par très hauts fonds,, interceptions des câbles de communication transocéaniques posés sur les fonds marins, et à des recherches et expérimentations de technologies sous-marines,. Ses vaisseaux-mères, destinés à l'acheminer sur les sites opérationnels, sont le BS-136 Orenbourg, un ancien SNLE de la classe Delta III, ou le BS-64 Podmoskovye, un SNLE Delta IV remodelé, ou encore le K-329 Belgorod de la classe Oscar II modifié, en essais depuis 2019 et attendu comme opérationnel pour début 2022.

### Sources et bibliographie
- (en) Eric Wertheim, Naval Institute Guide to Combat Fleets of the World : Their Ships, Aircraft and Systems, Annapolis, MD, Naval Institute Press, 2007, 1058 p. (ISBN 978-1-59114-955-2, lire en ligne)